# I pascoli d'oro
I pascoli d'oro (San Antone) è un film del 1953 diretto da Joseph Kane con Katy Jurado.
Pellicola western basata sul romanzo del 1950 The Golden Herd di Curt Carroll.

## Produzione
Il film, diretto da Joseph Kane su una sceneggiatura di Steve Fisher e un soggetto di Curt Carroll, fu prodotto da Joseph Kane per la Republic Pictures e girato in California, nel Red Rock Canyon State Park a Cantil e nel Vasquez Rocks Natural Area Park ad Agua Dulce, nella seconda metà di ottobre 1952. I titoli di lavorazione furono South of San Antone e Women of Destiny. Gli effetti speciali, coordinati da Howard Lydecker e Theodore Lydecker, furono realizzati dalla Consolidated Film Industries. La musica è firmata da R. Dale Butts.

## Promozione

### Tagline
- "KILL!" A vengeance-mad gunfighter rides through Apache ambush to ransom the man he has sworn to kill!
- WOMEN...who fight with cold steel! MEN...who struggle for a fortune in cattle!
- WOMEN WHO FIGHT WITH COLD STEEL..."The privilege of killing him belongs to me!
- KILL! He dared Apache ambush to ransom the man he'd sworn to kill!
- DRIVE THE GOLDEN HERD! That was Miller's job...to ransom the man he'd sworn to kill!...to outwit a hate-mad woman!...to trek through Apache ambush!

## Distribuzione
Il film fu distribuito con il titolo San Antone negli Stati Uniti dal 15 febbraio 1953 al cinema dalla Republic Pictures.
Altre distribuzioni:
- in Francia il 3 luglio 1953 (Les rebelles de San Antone)
- in Germania Ovest il 27 luglio 1954 (Der Cowboy von San Antone)
- in Austria nel novembre del 1954 (Der Cowboy von San Antone)
- in Svezia il 13 dicembre 1954 (Anfall i gryningen)
- in Danimarca il 3 settembre 1956 (Indianerne overfalder karavanen)
- in Finlandia l'11 marzo 1960 (San Antonen urhot)
- in Brasile (A Bandeira da Desordem)
- in Spagna (Los rebeldes de San Antonio)
- in Grecia (Kato ta mahairia)
- in Italia (I pascoli d'oro)